# アンドルー・シンジョン (第21代ブレッツォのシンジョン男爵)
第21代ブレッツォのシンジョン男爵アンドルー・ビーチャム・シンジョン（英語: Andrew Beauchamp St John, 21st Baron St John of Bletso TD、1918年8月23日 – 1978年2月11日）は、イングランド貴族。

## 生涯
ローランド・テューダー・シンジョン閣下（Hon. Rowland Tudor St John、1882年5月1日 – 1948年、第17代ブレッツォのシンジョン男爵ビーチャム・モウブレー・シンジョンの三男）と妻キャサリン・マッジ（Katharine Madge、旧姓ロックウッド（Lockwood）、1954年没、サー・フランク・ロックウッドの娘）の息子として、1918年8月23日に生まれた。ウェリントン・カレッジで教育を受けた後、1937年にイングランド銀行で就職した。
第二次世界大戦では士官候補生になった後、1940年11月30日に少尉に昇進、1947年11月に（1945年8月23日付で）大尉に昇進した。1949年5月に（1948年12月1日付で）少佐の暫定階級（acting rank of Major）を与えられ、1951年10月に（1951年5月1日付で）中佐の暫定階級を与えられた。その後、1951年から1954年までタワー・ハムレッツ連隊（Tower Hamlets Regiment）隊長を務め、1952年8月22日に国防義勇軍勤続章を授与され、1952年8月23日に（1948年12月1日付で）少佐に昇進した。1954年2月22日に王立砲兵隊に配属され、1956年8月23日に（1951年5月1日付で）中佐に昇進した後、1957年10月12日に軍職を辞任した。
1957年に南アフリカ共和国に移住して、ケープタウンでサイフレッツ・トラスト・カンパニー（Syfret's Trust Company）に入社した。
1976年4月13日に伯父の息子にあたる第20代ブレッツォのシンジョン男爵ジョン・モウブレー・ラッセル・シンジョンが死去すると、ブレッツォのシンジョン男爵位を継承した。
1978年2月11日に死去、息子アンソニー・テューダーが爵位を継承した。

## 家族
1955年、キャサリン・フォン・ベルク（Katharine von Berg、アルフレッド・フォン・ベルクの娘）と結婚、1男をもうけた。
- アンソニー・テューダー（英語版）（1957年5月16日 – ） - 第22代ブレッツォのシンジョン男爵[2][12]